# Icod de los Vinos
Icod de los Vinos er en by og kommune i det sydvestlige Spanien på øen Tenerife i provinsen Santa Cruz de Tenerife, De Kanariske Øer. Den har et indbyggertal på 24.285 (2024) indbyggere og ligger på en skråning fra vulkanen Teide og de store skove af kanariefyr (Pinus canariensis) ned til en frugtbar dal nær kysten, hvor byen er beliggende. I dalen findes mange frugtplantager, heriblandt bananpalmer, samt vingårde, og distriktets økonomi er meget baseret herpå.
Byen Icod de los Vinos blev grundlagt i 1501 og har mange gamle bygninger, og midt i byen står et ældgammelt drageblodstræ (Dracaena draco), El Drago Milenario, som byens vartegn. Den befinder sig i nærheden af San Marcos-kirken i et område med torve og små parker.